# 久保田敏彦
久保田 敏彦（くぼた としひこ、1953年11月16日 - ）は、日本の元騎手。

## 来歴
1977年3月5日の中京第1競走4歳以上200万下・ヒカリイチ（7頭中5着）で初騎乗を果たし、5月7日の京都第9競走5歳以上600万下・エバートホースで初勝利を挙げる。9月11日の阪神第9競走4歳以上オープンではシンザン産駒の「芦毛の快速馬」シルバーランドに騎乗してクラウンピラード・ヤマニンバリメラに勝利し、1年目の同年は7勝をマーク。
2年目の1978年には3月26日の阪神で初の1日2勝を記録したほか、春夏の新潟では4月30日に初の特別勝ちを記録するなど8勝を挙げ、初の2桁勝利となる19勝をマーク。
3年目の1979年にはファニースピードで夏の新潟芝1200mの未勝利→五頭連峰特別（400万下）→豊栄特別（800万下）と3連勝し、ファニースピードで3連勝した8月5日に初の2日連続勝利を記録。夏の新潟ではファニースピードの3連勝を含む9勝、秋の福島では6勝を挙げ、自己最多で唯一の20勝台となる24勝をマーク。
1980年春の小倉ではプリティーサムで11頭中11番人気の未勝利→6頭中5番人気のジュニアカップ（800万下）を連勝し、秋の福島では前年に続いて6勝を挙げ、3年連続2桁勝利となる15勝をマーク。
1981年には4年連続で最後の2桁勝利となる14勝をマークし、1982年12月5日の中京第9競走4歳以上400万下では14頭中14番人気のフジシングンで勝利して単勝万馬券の波乱を起こす。
1983年には日経新春杯・中京記念で1980年のダービー馬オペックホースに騎乗し、1985年10月27日の福島第11競走河北新報杯では青森産馬キクノカステリアで12頭中10番人気ながら勝利して枠連26470円の波乱を起こす。
1988年には秋の福島で後に100戦を達成するスペインランドに丸山雅夫から交代して騎乗し、10月29日の第11競走久慈川特別では12頭中12番人気で2着に入って枠連24210円の波乱を起こすと、11月6日の第10競走秋元湖特別で2勝目に導く。ジョーノビイマスクではダート1000mの未勝利→野地特別（400万下）を共に逃げ切りで連勝するなど、秋の福島戦5勝を含む8勝をマーク。
1989年11月11日の福島第7競走4歳未勝利では14頭中14番人気のタマトップスピードで2着に入って枠連27320円の波乱を起こし、1990年4月22日の福島第12競走4歳以上500万下では佐伯清久から交代したスペインランドを1年3ヶ月の勝利に導く。
1990年4月28日の福島第9競走小野川湖特別・シンキタシバツバメが最後の勝利 となり、同年8月4日の小倉第12競走4歳以上500万下・ナリタラッキー（16頭中8着）を最後に現役を引退。

## 騎手成績
| 通算成績 | 1着 | 2着 | 3着 | 4着以下 | 出走回数 | 勝率 | 連対率 |
| -------- | --- | --- | --- | ------- | -------- | ---- | ------ |
| 平地     | 113 | 127 | 139 | 1330    | 1709     | .066 | .140   |
| 障害     | 4   | 2   | 5   | 16      | 27       | .148 | .222   |
| 計       | 117 | 129 | 144 | 1346    | 1736     | .067 | .142   |